# Der Mordanschlag (1987)
Der Mordanschlag (Originaltitel: Assassination) ist ein US-amerikanischer Actionfilm aus dem Jahr 1987. Charles Bronson und seine damalige Ehefrau Jill Ireland spielten die Hauptrollen. Der deutsche Kinostart war am 27. April 1989.

## Handlung
Calvin Craig wurde vor kurzem zum US-Präsidenten gewählt. Der Bodyguard Jay Killion bekommt nach einem Genesungsurlaub den Auftrag, die neue First Lady Lara Royce Craig zu beschützen, obwohl es ihm aufgrund seines Alters und seiner Erfahrung zustehen würde, Leibwächter des neu gewählten Präsidenten zu sein. Mrs. Craig ist nicht nur selbstbewusst, sondern auch eigensinnig und macht mit ihrem Verhalten den Sicherheitsbeamten das Leben schwer. Als auf sie Anschläge verübt werden, müssen sich Killion und Lara Craig arrangieren. Sie erzählt ihm, dass sie ihrem Mann als Alibiehefrau dient, da er nur als verheirateter Mann Präsident werden konnte. Einige Zeit nach der Wahl wolle sie sich von ihm trennen. Killion erkennt, dass ein geschiedener Präsident keine Chance auf eine Wiederwahl hat, jedoch ein verwitweter. Nach der gemeinsamen Flucht vor den Auftragsmördern kann er den Stabschef des Weißen Hauses als Urheber der Anschläge stellen.

## Kritiken
„Ein handwerklich mangelhafter Action-Krimi ohne Witz und Spannung, der in lustloser Routine erstarrt.“

## Hintergrund
- Der Film wurde in Kalifornien und im Weißen Haus gedreht.[2][3]
- Der Mordanschlag stellte nach Yukon die zweite und letzte Zusammenarbeit von Charles Bronson und Regisseur Peter R. Hunt dar. Es war außerdem die finale Regiearbeit von Hunt sowie der letzte von insgesamt 16 Filmen, in denen Bronson gemeinsam mit seiner Ehefrau Jill Ireland auftrat.[3]